# Stormtrooper
En el universo ficticio de Star Wars, los Stormtroopers, Tropas de Asalto o Soldados Imperiales son las tropas de asalto del Imperio Galáctico, aunque también se deriva este nombre a los soldados de la Primera Orden. De su nombre proviene la expresión de «efecto Stormtrooper».
Su nombre se deriva del término alemán Sturmtruppen, que era el nombre de las tropas de choque o de asalto en la Primera Guerra Mundial.

## Apariciones
- Star Wars: Episodio IV - Una nueva esperanza
- Star Wars: Episodio V - El Imperio contraataca
- Star Wars: Episode VI - Return of the Jedi
- Star Wars: Episodio VII - El despertar de la Fuerza
- Star Wars: Episodio VIII - Los últimos Jedi
- Star Wars: Episodio IX - El ascenso de Skywalker

## Descripción y ramificaciones
Los Stormtroopers son presentados dentro del universo Star Wars, provistos de una armadura metálica de color blanco que les cubre por completo. Están encargados de mantener el orden en la galaxia. 
Hay diversas variaciones de esta infantería que depende del lugar, clima y otros factores. Las más importantes son:
- Scout Troopers o Soldados exploradores: especializados en todos los terrenos y cuyo objetivo es la vigilancia y exploración. Se les puede apreciar en la entrega Return of the Jedi.

- Shoretroopers o Soldados costeros: su especialidad eran los terrenos costeros. Se les ve por primera ocasión en Rogue One.

- Sandtroopers o Soldados de arena: su especialidad son los terrenos áridos, normalmente desiertos. Aparecen en Una nueva esperanza.

- Snowtroopers o Soldados de nieve: su especialidad son los terrenos fríos, normalmente nevados o congelados. Su primera aparición fue en El Imperio contraataca.

- Soldados espaciales o Soldados G-Cero: su especialidad es el abordaje y la captura de naves interestelares enemigas.

- Soldados oscuros: son droides especiales y su especialidad es la defensa de instalaciones imperiales.

- Blackhole Stormtroopers o Soldado de asalto sombra: escuadrón de élite de tropas de asalto imperiales, su especialidad es el camuflaje.

- Piloto de caza TIE: especializados en el pilotaje de cazas tales como los caza TIE.

- Guardia Real del Emperador: soldados de élite que forman parte de la guardia personal del Emperador Palpatine. Tiene sus propias órdenes y ramificaciones.

Las tropas imperiales son el legado más visible de la Antigua República, que tuvo una vez un ejército de soldados clones creados en el planeta Kamino. Estos clones con el tiempo se fueron mezclando con nuevos soldados no clones y terminaron siendo las tropas Imperiales. A pesar de que los Stormtroopers son las tropas principales del Imperio Galáctico y más adelante de la Primera Orden a lo largo de la saga, muchos fanáticos de la franquicia y de la cultura popular en general, han catalogado a estos soldados imperiales con la peor reputación y por ser soldados bastante incompetentes, torpes y al mismo tiempo como una burla en su entrenamiento militar si se les compara contra sus predecesores los soldados clones, pero más en especial por el tema de su puntería al momento de usar sus blasters, ya que casi nunca asestan a ningún enemigo en la mayoría de los casos.
Cabe destacar que, a pesar de su similitud en el atuendo, las tropas de asalto del Imperio y de la Primera Orden tienen orígenes muy distintos. Mientras el Imperio Galáctico se abastece de stormtroopers por medio de la Academia Imperial, a la cual los reclutas se alistan voluntariamente, las tropas de la Primera Orden se conforman en su mayoría de niños secuestrados y adoctrinados contra su voluntad.